# Hentzia cubana
Hentzia cubana is een spinnensoort in de taxonomische indeling van de springspinnen (Salticidae).
Het dier behoort tot het geslacht Hentzia. De wetenschappelijke naam van de soort werd voor het eerst geldig gepubliceerd in 1989 door Richman.